# Estación de Alcantarilla-Campoamor
Alcantarilla-Campoamor fue una estación ferroviaria del municipio murciano de Alcantarilla (Murcia), inaugurada como cabecera de la línea Alcantarilla-Lorca en 1888, siendo propiedad de la Sociedad Anónima del Ferrocarril de Alcantarilla a Lorca y Baza.
En 1941 se integró en el monopolio público estatal RENFE y funcionó hasta 1985 cuando el Ministerio de Fomento decide su cierre. El edificio fue derribado en 2004.

## Historia
Una Real Orden de 13 de marzo de 1876, acogida a Real Decreto de 14 de noviembre de 1868, autoriza al industrial ferroviario Pedro Gómez Rubio para la construcción de un camino de hierro desde Alcantarilla hasta Lorca, cuyo ingeniero fue Francisco Laguardia.
El 29 de abril de 1884 se pone el primer tornillo de la línea gracias a un préstamo de 3.513.364 pesetas otorgado por el Banco Hispano-Colonial a Francisco Gómez Rojas, heredero de Pedro Gómez, a quien le había expirado el plazo de tres años para construir el tendido. Después de todas las prórrogas pedidas, el servicio comenzó a rodar el 28 de marzo de 1885. En 1894 la obra llegó a Baza. Ya en 1890 se había pedido la exención de construir el tramo de Lorca a Águilas, siendo la condición construir entonces el empalme con la línea de MZA que ya pasaba por Alcantarilla dirección Albacete y Madrid, formando así un triángulo ferroviario que eliminaba las maniobras para los convoyes con dirección Andalucía Oriental desde Murcia o desde Madrid. 
En 1907 se transportaron 96.724 viajeros entre Alcantarilla y Lorca y un total de 59.021 Tm de carga, de ganado y naranjas, principalmente, facturando ese ejercicio la cantidad de 560.456 pts. La Compañía, una de las más solventes y bien gestionadas de su época, nunca tuvo que recurrir a hipotecas mercantiles o emisión de obligaciones. En 1941 se integró en la Red Nacional de los Ferrocarriles Españoles como estación ferroviaria de paso hasta su cierre en 1985.
Las vías se montaron, inicialmente, con carril de 35 Kg/ml, tipo Krupp, fabricados en 1884 en barras de 8,40 ml, renovados entre 1967 y 1969 por carril de 45 kg/ml. El ingeniero encargado de la renovación fue Joaquín Bellido. La estación la formó un único edificio de viajeros de planta rectangular y una sola altura. La fachada se pintó de amarillo, con los moldes de puertas y ventanas en blanco, y constaba de dos andenes que daban, a su vez, servicio a las dos vías de ancho ibérico que había entre ellos. La fachada principal daba a la calle Numancia.

## Cierre y polémica
Siendo Ministro de Fomento Abel Caballero, del PSOE, se decide el cierre de la estación y del empalme con la línea Madrid-Cartagena, así como el tramo de Lorca a Baza. Desde entonces quebró el Corredor Mediterráneo, cuya reapertura se pretende a través de una línea AVE.